# Воозе (Ганіла)
Во́озе (ест. Voose küla) — село в Естонії, у волості Ганіла повіту Ляенемаа.

## Населення
Чисельність населення на 31 грудня 2011 року становила 20 осіб.